# AVIC AG600
De AVIC AG600 Kunlong (Chinees: 鲲 龙; pinyin: kūnlóng; verlicht: 'Kun Dragon') is een vliegboot, ontworpen door AVIC en geassembleerd door CAIGA. Met een gewicht van 53,5 ton en aangedreven door vier WJ-6 turboprop-motoren, is het een van de grootste vliegboten.
Het is een van de drie grote vliegtuigprojecten die zijn goedgekeurd door de Staatsraad van China, met het Xi'an Y-20 militaire transportvliegtuig en het Comac C919-vliegtuig.

## Toepassingen
Het toestel is ontwikkeld voor brandbestrijding vanuit de lucht, het innemen van 12 ton water in 20 seconden en het transporteren van tot 370 ton water op een enkele tank brandstof (31 rotaties), en zoeken en redden, ophalen tot 50 mensen op zee. Er kunnen nog meer varianten worden ontwikkeld voor maritieme bewaking, opsporing van hulpbronnen, passagiers- en vrachtvervoer.
De AVIC AG600 kan in vier uur vliegen van de zuidelijke stad Sanya naar James Shoal, de zuidelijkste rand van de territoriale claims van China. Het zou toegang kunnen bieden tot afgelegen atollen op de Spratly-eilanden in de Zuid-Chinese Zee, die door verschillende aangrenzende landen worden opgeëist, aangezien de Zuid-Chinese Zee is onderworpen aan territoriale geschillen.

## Ontwikkeling
Het toestel werd aanvankelijk Dragon 600 genoemd; later TA-600 en uiteindelijk AG600. Na vijf jaar ontwikkeling begon CAIGA in augustus 2014 met de bouw van het prototype, voor een eerste vlucht die aanvankelijk gepland was in 2015. Het prototype werd uiteindelijk op 23 juli 2016 uitgerold in de Zhuhai AVIC-fabriek. Ten tijde van de uitrol waren 17 orders ontvangen, allemaal van de Chinese regering, inclusief de Chinese kustwacht. Men verwacht niet dat AVIC het toestel in grote aantallen zal produceren. Buiten China hebben eilandstaten zoals Nieuw-Zeeland en Maleisië belangstelling getoond.
Op 24 december 2017 maakte het toestel zijn eerste vlucht vanaf de luchthaven Zhuhai Jinwan. In mei 2018 was AVIC van plan om de burgerluchtvaartadministratie van het Chinese typecertificaat tegen 2021 te hebben voltooid en de leveringen vanaf 2022.
Na overplaatsing van Zhuhai naar Jingmen begon het prototype op 30 augustus 2018 met lage snelheid te taxiën op het Zhanghe-waterreservoir van Jingmen. Op 20 oktober 2018 voltooide het prototype zijn eerste waterstart en -landing in het Zhanghe-reservoir.

## Eigenschappen
Het AG600-amfibievliegtuig heeft een enkele drijvende romp, uitkragende hoge vleugels, vier WJ-6-turboprops en een intrekbaar landingsgestel met drie wielen. Het kan stijgen en landen op stukken water vanaf 1.500 bij 200 m. en vanaf 2,5 m. diep, en zou operaties met zeegang 3 à 4 (golven tot maximaal 2 meter hoog) moeten kunnen uitvoeren.
Het toestel is 36,9 m lang en heeft een spanwijdte van 38,8 m. Het maximaal startgewicht (MTOW) is 53,5 ton vanaf verharde landingsbanen of 48,8 ton vanaf woelige zee.
AVIC beweert dat het het grootste amfibische vliegtuig is. Het is zwaarder dan de 41 ton wegende Mtow Beriev Be-200 en de 47,7 ton ShinMaywa US-2, maar lichter dan het prototype Beriev A-40 (86 ton). Eerdere watervliegtuigen waren zwaarder, zoals de 75 ton zware Martin JRM Mars of de prototypes Blohm & Voss BV 238 (100 ton), Saunders-Roe Princess (156 ton) en de achtmotorige Hughes H-4 Hercules 'Spruce Goose' (180 ton).